# Pavilly
Pavilly é uma comuna francesa na região administrativa da Normandia, no departamento de Sena Marítimo. Estende-se por uma área de 14,18 km². Em 2010 a comuna tinha 6 311 habitantes (densidade: 445,1 hab./km²).